# Хадзипанагис, Василис Кирьякович
Васи́лис Кирья́кович Хадзипанаги́с (греч. Βασίλης Χατζηπαναγής; 26 октября 1954, Ташкент) — советский и греческий футболист, полузащитник и нападающий. Мастер спорта СССР.

## Биография
Родился в семье политических иммигрантов, киприота и гречанки, перебравшихся из Салоник в Ташкент в 1949 году.
Вскоре после дебюта в составе «Пахтакора» был приглашён в молодёжную сборную СССР. Вызывался в главную сборную, но не провёл в её составе ни одного матча. В 1975 году провёл 4 матча и забил один гол в отборочном турнире к Олимпийским играм 1976 года в составе олимпийской сборной.
22 ноября того же года прибыл в Салоники, где начал выступления за «Ираклис». Первый матч за клуб провёл 7 декабря, последний — 26 октября 1991 года, в Кубке УЕФА против «Валенсии», в день своего 37-летия.
6 мая 1976 года сыграл в составе сборной Греции в товарищеском матче против сборной Польши. Далее выступать за сборную Греции не смог в связи с выступлениями за молодёжные сборные СССР.
В июне 1984 года выступал в составе сборной мира вместе с Францем Беккенбауэром, Марио Кемпесом и Кевином Киганом в матче против команды «Нью-Йорк Космос».
Забил шесть мячей прямым ударом с углового в официальных играх. 14 декабря 1999 года 45-летний Хадзипанагис сыграл за сборную Греции в своём прощальном матче с командой Ганы (1:1).
В ноябре 2003 года был признан Греческой футбольной федерацией лучшим футболистом Греции последнего полувека. На церемонии вручения Хадзипанагис сказал, что сожалеет о том, что сыграл за сборную только один официальный матч и не выступал в более сильном чемпионате.

## Карьера
| Годы    | Команды          | Матчи       | Голы |
| ------- | ---------------- | ----------- | ---- |
| ?—1972  | «Динамо» Ташкент |             |      |
| 1972—75 | «Пахтакор»       | 96          | 22   |
| 1975—76 | «Ираклис»        | 21          | 6    |
| 1976—77 | «Ираклис»        | 31          | 2    |
| 1977—78 | «Ираклис»        | 8           | 0    |
| 1978—79 | «Ираклис»        | 23          | 6    |
| 1979—80 | «Ираклис»        | 25          | 4    |
| 1980—81 | «Ираклис»        | Бета Этники |      |
| 1981—82 | «Ираклис»        | 28          | 4    |
| 1982—83 | «Ираклис»        | 30          | 5    |
| 1983—84 | «Ираклис»        | 30          | 12   |
| 1984—85 | «Ираклис»        | 29          | 10   |
| 1985—86 | «Ираклис»        | 22          | 1    |
| 1986—87 | «Ираклис»        | 14          | 1    |
| 1987—88 | «Ираклис»        | 24          | 3    |
| 1988—89 | «Ираклис»        | 13          | 6    |
| 1989—90 | «Ираклис»        | 0           | 0    |
| 1990—91 | «Ираклис»        | 0           | 0    |
| Годы    | Команды          | Матчи       | Голы |
| 1975    | СССР (олимп.)    | 4           | 1    |
| 1976    | Греция (до 21)   | 4           | 0    |
| 1976—99 | Греция           | 2           | 0    |